# Ptilonorhynchus violaceus
Ptilonorhynchus violaceus là một loài chim trong họ Ptilonorhynchidae.
Chim trống trưởng thành có mắt màu xanh da trời trong và màu đen đồng nhất nhưng óng ánh xanh da trời bóng.
Chim mái màu xanh lá cây/nâu hoặc phía trên màu nâu và dưới màu nhạt hơn.
Phạm vi phân bố loài chim này ở rừng mưa và rừng sclerophyll cao ẩm ướt Đông Úc tù Nam Queensland đến Victoria. Cũng có các quần thể cô lập ở Tây Nhiệt Đới của Bắc Queensland.

## Hình ảnh

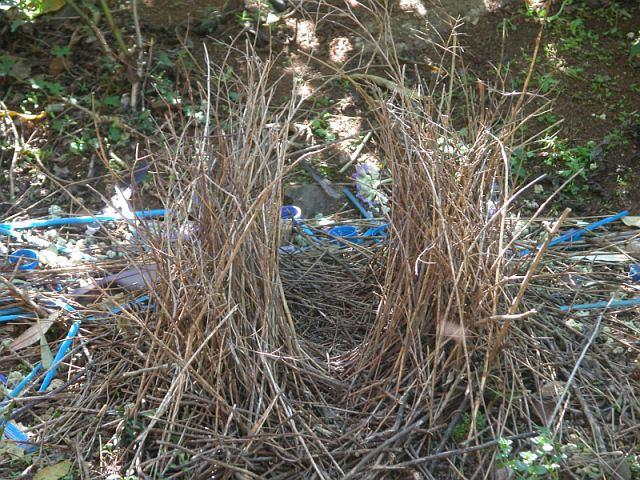
Bower
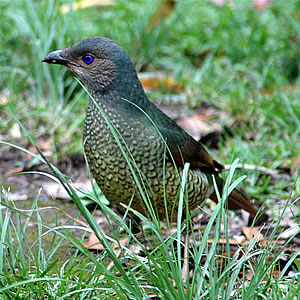
Female
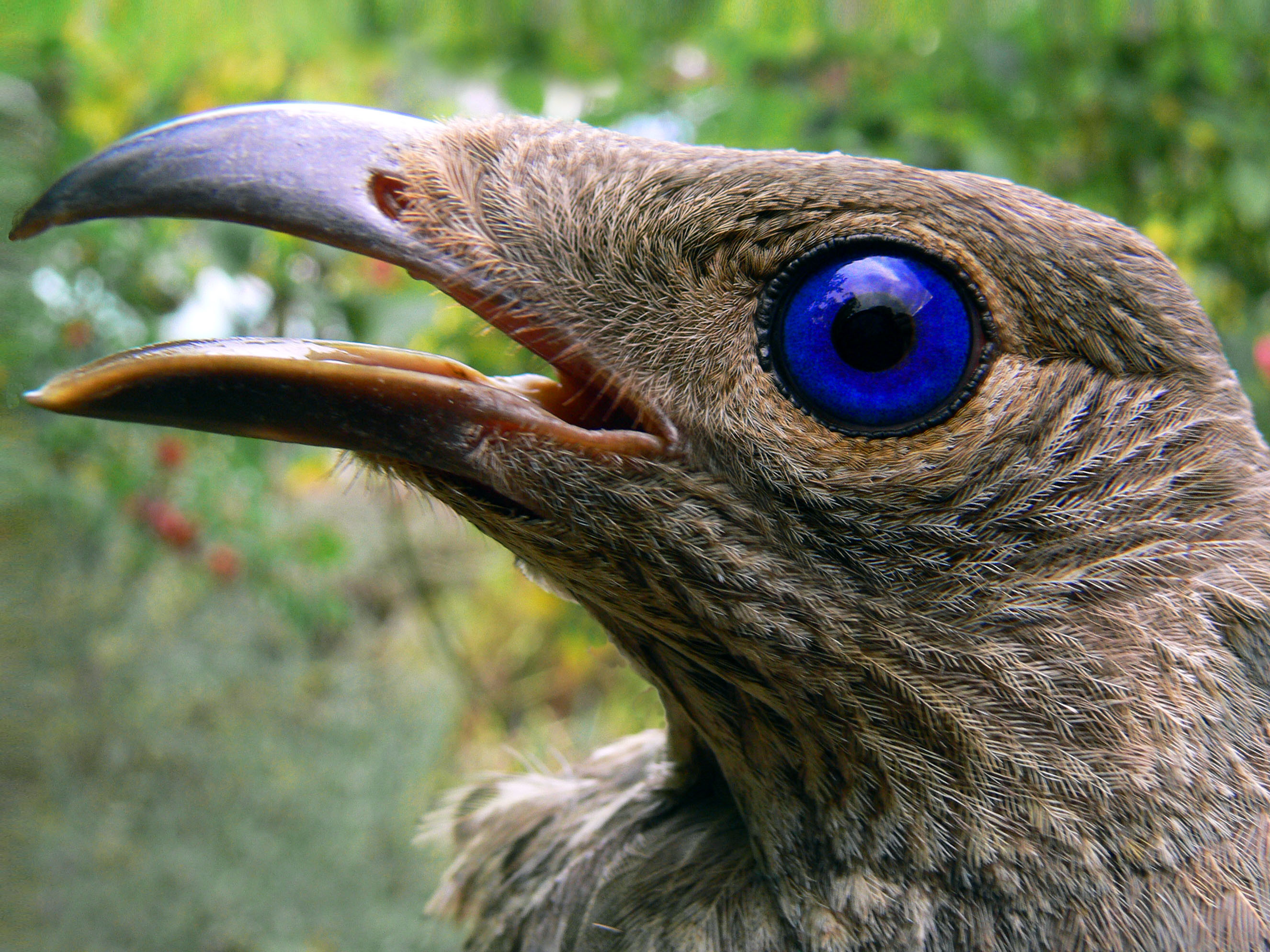
Female
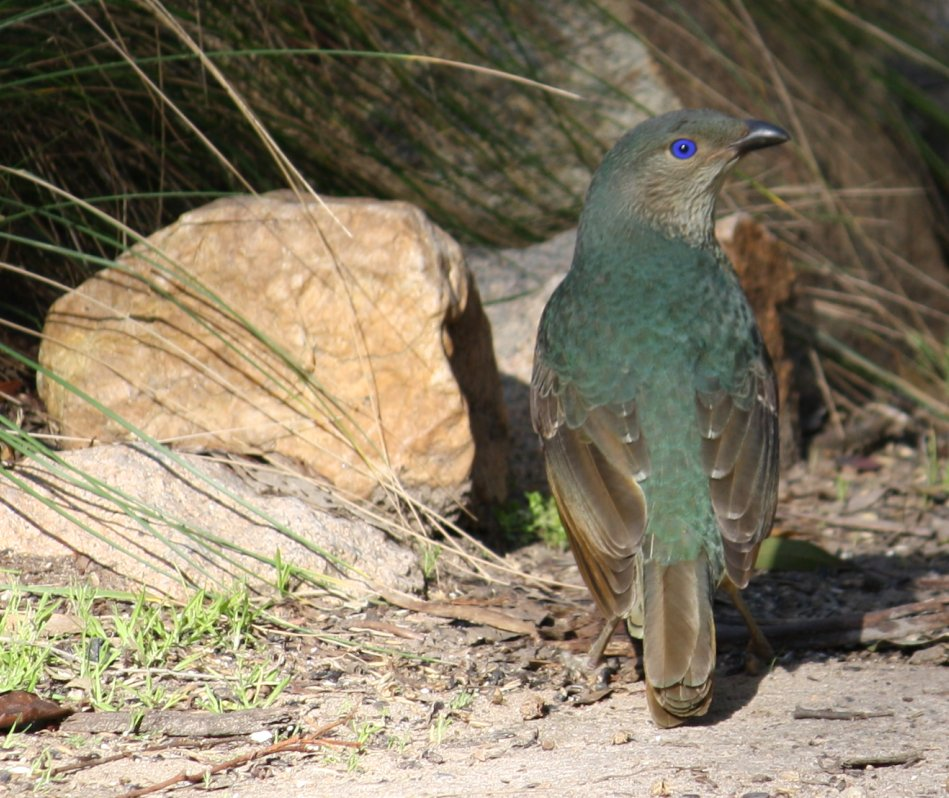
Female
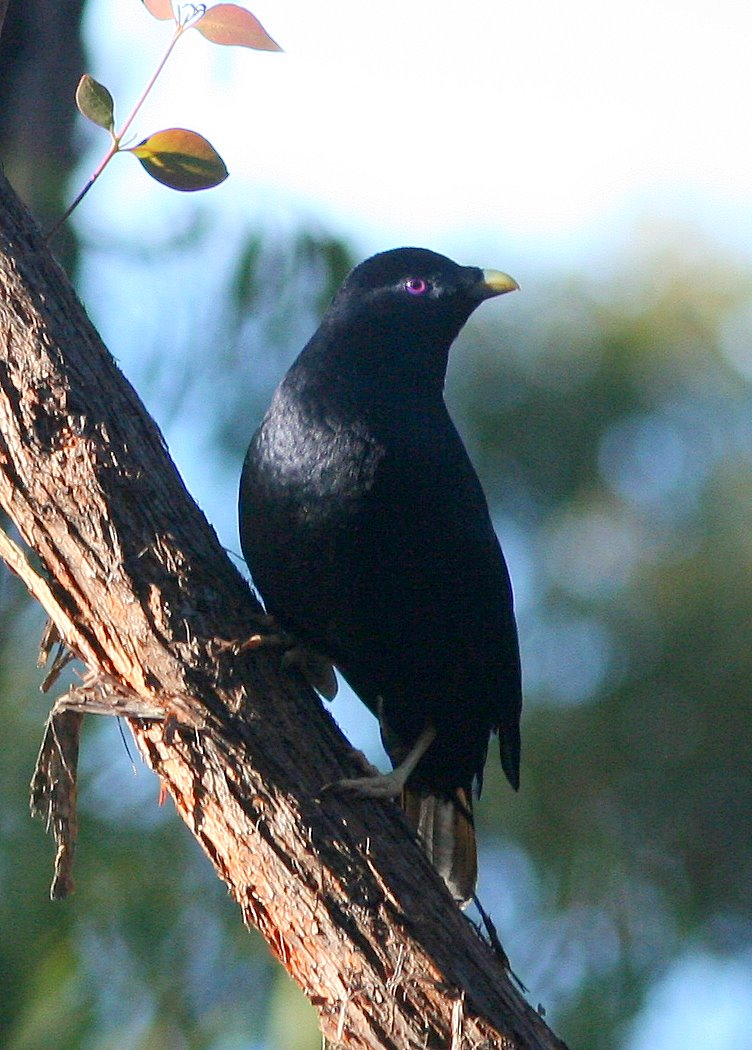
Male
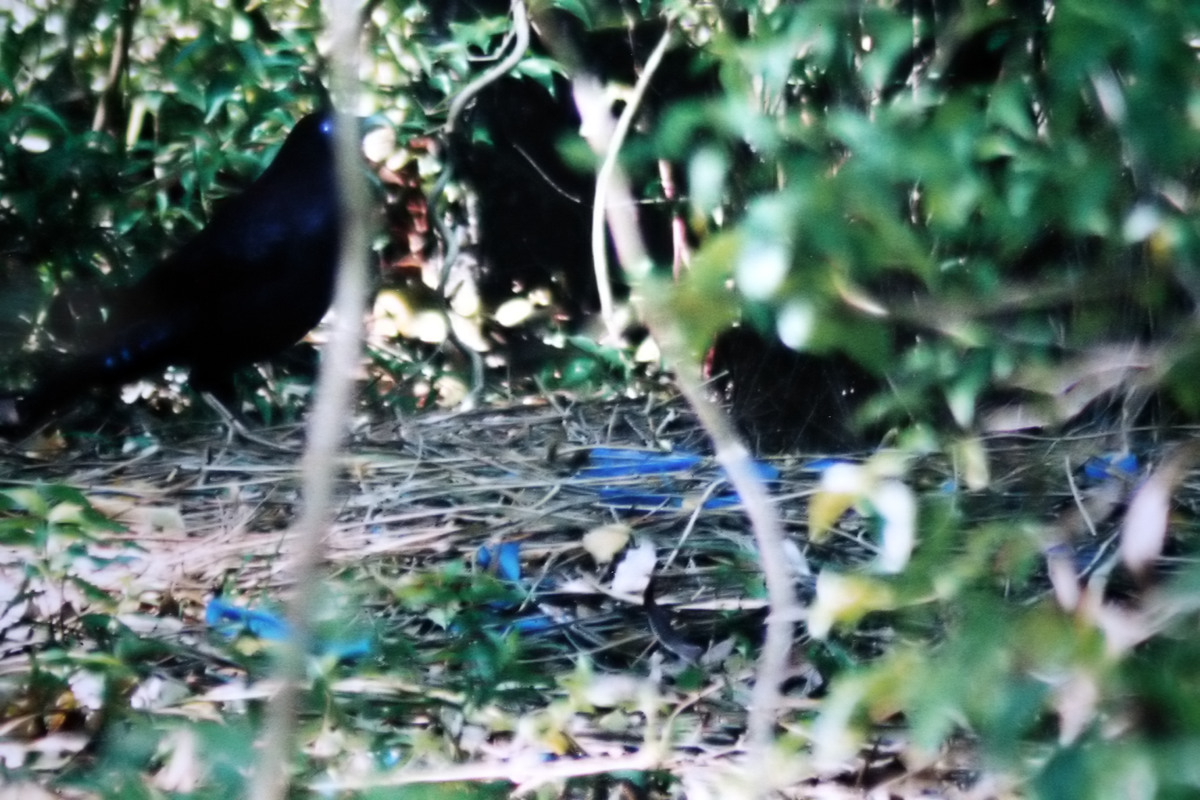
A male and his bower
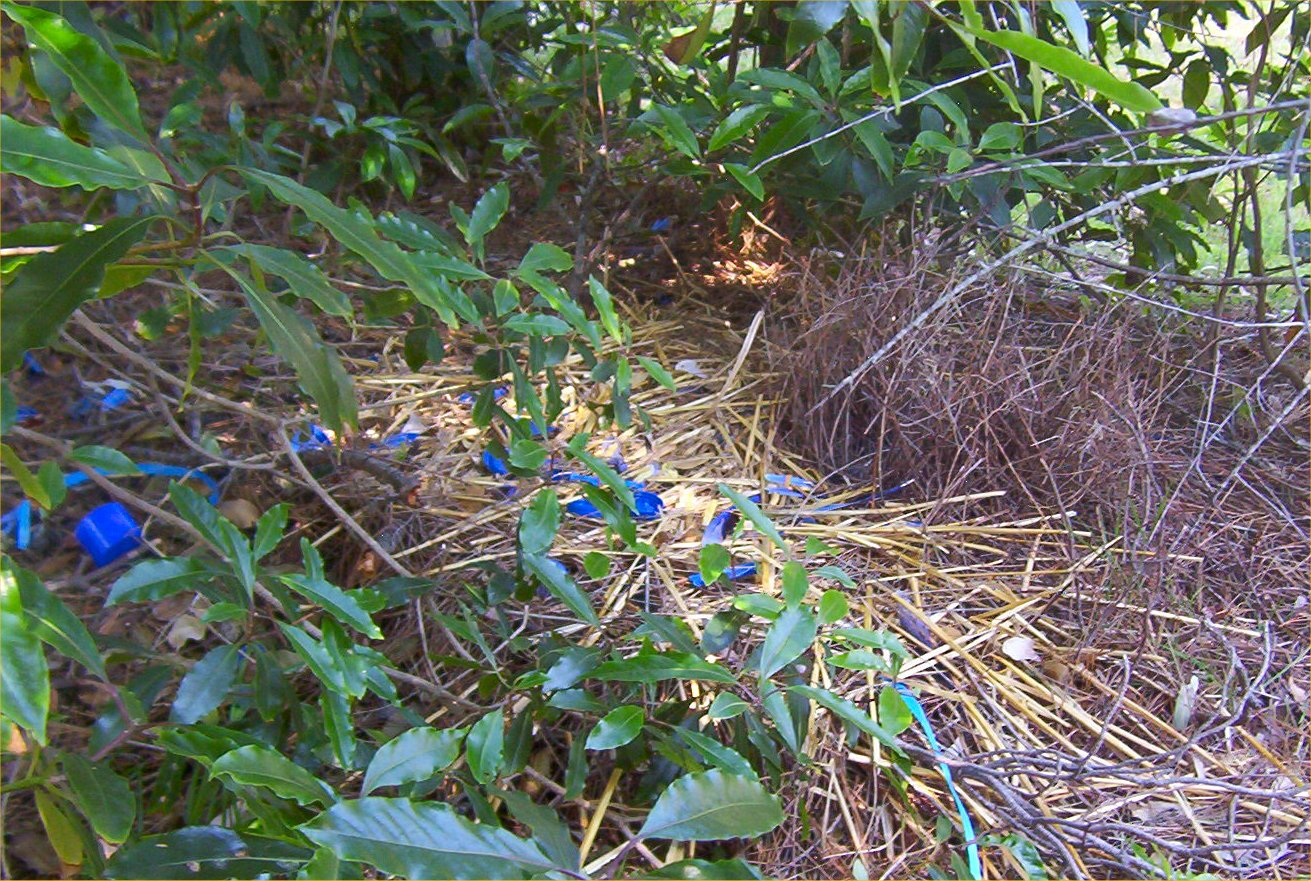
A range of plastic artifacts in a bower
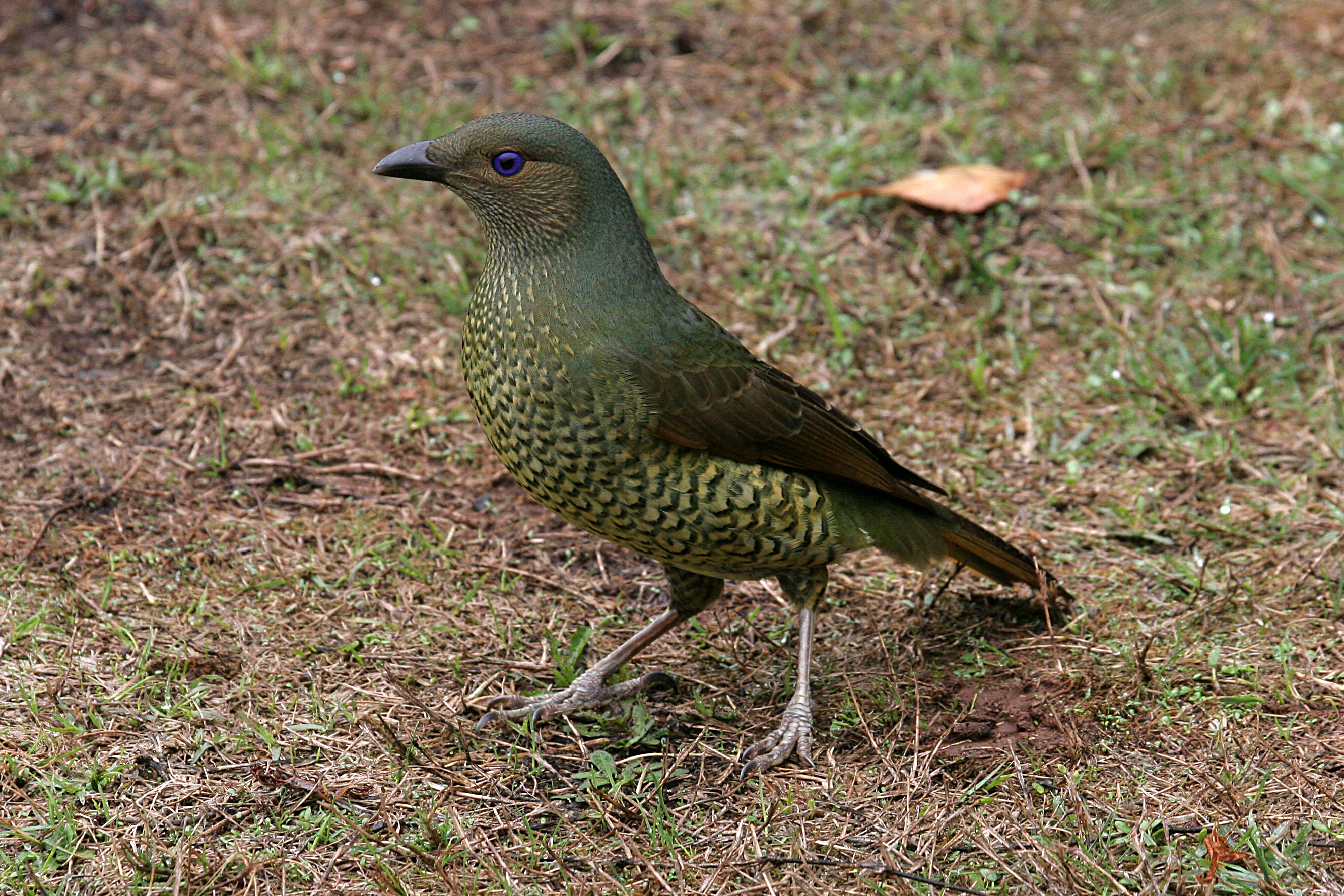
female